# Voetbal in Nederland
Voetbal is een nationale sport in Nederland. In 1865 werd de eerste wedstrijd georganiseerd en tien jaar later werd de eerste echte club opgericht. Het veldvoetbal bij de mannen is het populairst in Nederland, maar sinds 2007 is er ook een eredivisie voor vrouwen. Verder is er een Eredivisie voor futsal (zaalvoetbal).
De nationale voetbalbond, nu bekend als de KNVB, werd in 1889 opgericht als de Nederlandsche Voetbal en Athletiek Bond (NVAB). In 1904 sloot de bond zich, als een van de oprichters, aan bij de FIFA. In 1954 was de bond ook een van de oprichters van de UEFA.
In 1954 werd het betaald voetbal geïntroduceerd in Nederland. Omdat de KNVB niets moest weten van betaald voetbal, werd er buiten de KNVB om de Nederlandse Beroeps Voetbalbond opgericht. Nog geen jaar later zwichtte de KNVB en zouden deze beide bonden samen gaan. Er werd een nieuwe competitiestructuur opgetuigd om clubs die betaald voetbal wilden spelen in landelijke competities tegen elkaar uit te laten komen.
Onderdeel hiervan was de oprichting van één hoogste competitie: de Eredivisie. Deze startte in 1956. Ajax (36 titels), PSV (26 titels) en Feyenoord (16 titels) spelen hier onafgebroken vanaf de start in.

## Geschiedenis

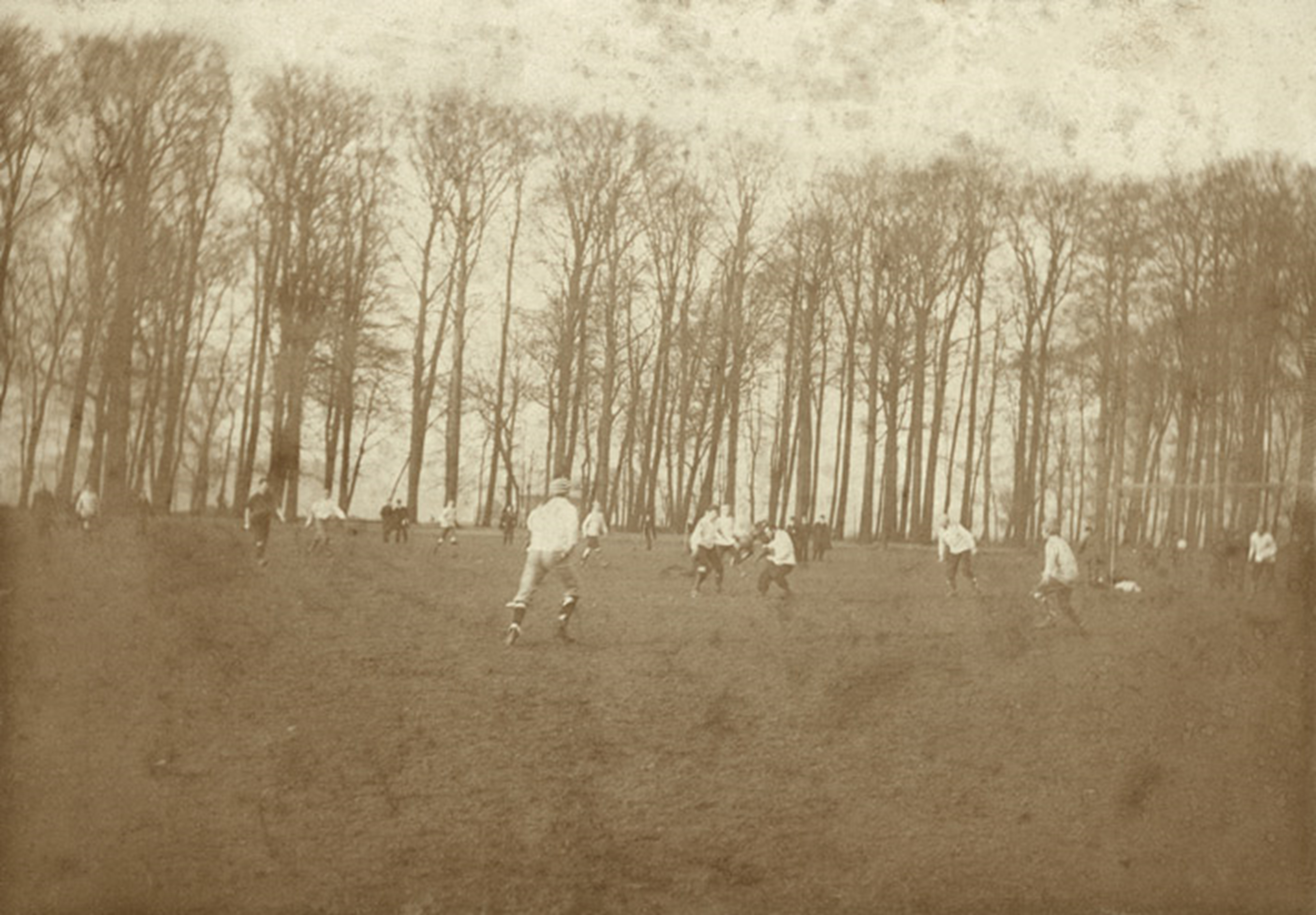
Voetbal in Nederland in de 19e eeuw:
1895 bij Instituut Noorthey

Kostschoolleerlingen van het instituut Noorthey speelden op 3 oktober 1864 een partijtje voetbal op de speelweide. Dit is gelegen in het huidige Leidschendam, dicht bij de voetbalclubs RKAVV en SEV.
In 1865 werd de eerste voetbalwedstrijd in Nederland georganiseerd. De wedstrijd werd in Enschede gespeeld tussen een team van Engelse textielarbeiders en een team met leden van de Britse delegatie uit Den Haag.
In 1879 werd de eerste voetbalclub opgericht: Haarlemsche Football Club (HFC). 
Pim Mulier was hier niet bij betrokken, zoals eerder werd gedacht. Maar deze werd later beschouwd als de verbreider en grootste propagandist van het voetbal in Nederland.
Vier jaar eerder (op 13 oktober 1875) was Utile Dulci (kortweg UD genoemd) opgericht. Aanvankelijk werd echter alleen cricket gespeeld, pas vanaf 1894 ook voetbal.
In 1882 werden de clubs Hercules, Robur et Velocitas, DFC Dordrecht, en HVV uit Den Haag. opgericht.

Van de verenigingen die opgericht werden vóór 1900 spelen Sparta Rotterdam (1888), Vitesse (1892) en Willem II (1896) op dit moment nog steeds betaald voetbal. Van de traditionele top drie werd Ajax het eerste opgericht (1900), gevolgd door Feyenoord (1908) en PSV (1913).
Het voetbal in Nederland werd lange tijd alleen op amateurniveau gespeeld. De KNVB was tegen betaald voetbal en spelers die naar het buitenland vertrokken en daar betaald werden, werden geschorst voor het Nederlands Elftal.
In 1954 werd dan toch het betaalde voetbal geïntroduceerd. De Nederlandse Beroepsvoetbalbond (NBVB) werd opgericht en buiten de KNVB om ging er een betaalde competitie van start, waaraan tien clubs deelnamen. Enkele maanden later erkende de KNVB het betaalde voetbal en tijdens een bijeenkomst op een hotelkamer in het Utrechtse Terminus (op 3 juli 1954) verzoenden beide bonden zich. De KNVB- en NBVB-competities werden stopgezet en er begon een nieuwe profcompetitie met 56 clubs (enkele clubs uit de KNVB-competitie fuseerden met NBVB-verenigingen), deze competitie was verdeeld in vier districten.
Vanaf de invoering van het betaald voetbal leverden de betaalde clubs een strijd voor de invoering van de Eredivisie. In het seizoen 1956/57 was het dan eindelijk zover. De Eredivisie (met achttien teams) werd het hoogste niveau van het betaalde voetbal. Daaronder werden nog een aantal divisies gemaakt (de Eerste divisie A en B (beiden zestien teams) en de Tweede divisie A en B (beiden vijftien teams).
In de seizoenen 1960/61 en 1961/62 was er slechts één Tweede divisie. Met ingang van 1966/67 werd de Tweede divisie definitief teruggebracht naar één divisie (met 23 clubs) en na het seizoen 1970/71 werd de divisie helemaal opgeheven. Als gevolg hiervan werden elf verenigingen teruggezet naar de amateurs.
Ook de Eerste divisie begon met twee verschillende competities (met elk zestien teams). In 1960 kregen beide divisies er twee clubs bij en twee jaar later werd één divisie opgeheven. In de Eerste divisie die overbleef speelden zestien elftallen, later werden dit er achttien. De Eerste divisie telde vanaf het seizoen 2003/2004 negentien clubs, doordat AGOVV Apeldoorn toetrad tot het betaald voetbal. Met ingang van het seizoen 2005/06 telde de Eerste divisie twintig clubs. De nieuwkomer was FC Omniworld uit Almere. Vanaf seizoen 2010/11 telde de Eerste divisie weer achttien clubs en was er degradatie naar de Topklasse mogelijk. Vanaf seizoen 2013/14 werd de Eerste divisie, mede door het faillissement van AGOVV Apeldoorn en SC Veendam, uitgebreid naar twintig teams. Dit werd eerst aangevuld met drie beloftenelftallen en een team uit de topklasse. Degradatie naar de topklasse was niet mogelijk tot seizoen 2016/17. In seizoen 2016/17 degradeerde Achilles '29 naar de Tweede divisie en daar kwam een beloftenelftal voor in de plaats. Sinds seizoen 2017/18 bestaat de Eerste divisie uit twintig teams waarvan vier beloftenelftallen en degradatie (behalve de beloftenelftallen onder voorwaarden) naar de Tweede divisie is sindsdien niet mogelijk.

## Voetbalbond
Een overkoepelende organisatie kwam er in 1889: de Nederlandsche Voetbal en Athletiek Bond (NVAB). In 1921 werd de bond ingekort tot NVB en in 1929, bij het veertigjarig bestaan, werd de bond koninklijk goedgekeurd.
Samen met de Belgische voetbalbond (KBVB) organiseerde de KNVB in 2000 het Europees Kampioenschap. Het was voor de eerste keer in de geschiedenis dat de UEFA het EK liet organiseren door twee landen. Ondanks de nodige problemen in de voorbereiding werd het toernooi toch een groot succes met een nettowinst van ongeveer 40 miljoen gulden.

## Nationaal team
De allereerste interland van het Nederlands elftal dateert van 30 april 1905. Er werd in en tegen België gespeeld en de wedstrijd werd na verlenging gewonnen met 1–4 (dankzij vier goals van Eddy de Neve).
Het Nederlands team plaatste zich tot nu toe elf keer voor de eindronde van het Wereldkampioenschap, namelijk in 1934, 1938, 1974, 1978, 1990, 1994, 1998, 2006, 2010, 2014 en 2022. Het beste resultaat dat Oranje op deze WK's behaalde was de tweede plaats. In 1974, 1978 en 2010 verloor de ploeg in de finale van respectievelijk West-Duitsland, Argentinië en Spanje.
Vooral het WK van 1974 was het toernooi van Oranje. Met het door Rinus Michels ontworpen totaal voetbal werd elke tegenstander tot aan de finale weggespeeld. Na vijf overwinningen (2–0 tegen Uruguay, 4–1 tegen Bulgarije, 4–0 tegen Argentinië, 2–0 tegen Oost-Duitsland en 2–0 tegen Brazilië) en een 0–0 gelijkspel tegen Zweden bereikte Oranje in superieure stijl de finale tegen rivaal West-Duitsland. Als grote favoriet schitterde Nederland in de finale minder dan verwacht. Na een vroege 1–0 voorsprong verloor de ploeg met 2–1 en greep de gouden generatie naast de wereldtitel.
Verder nam Oranje elf keer deel aan een Europees kampioenschap (1976, 1980, 1988, 1992, 1996, 2000, 2004, 2008, 2012, 2020 en 2024).
Het EK van 1988 was het meest succesvol voor het Nederlands elftal. Met Rinus Michels als bondscoach (net als in 1974) behaalde Oranje de finale na een fortuinlijke serie wedstrijden. Nadat de eerst groepswedstrijd werd verloren van de Sovjet-Unie, werd daarna gewonnen van Engeland (3–1, dankzij een geweldige wedstrijd en drie goals van Marco van Basten), Ierland (1–0, na een gelukkige kopbal van Wim Kieft) en West-Duitsland (2–1, na een dubieuze strafschop). In de finale kwam het team wederom de Sovjet-Unie tegen en dit keer werd wel gewonnen, onder andere dankzij een prachtig doelpunt van Van Basten en Hans van Breukelen die een penalty stopte (2–0).
In totaal speelde Oranje tot nu toe 873 interlands (tot en met de wedstrijd tegen Spanje op 23 maart 2025). Van deze wedstrijden won Oranje 445 keer, verloor het 236 keer en speelde het 192 keer gelijk. In deze wedstrijden haalde Nederland een positief doelsaldo van 695 (1804 voor, 1109 tegen). De speler met de meeste wedstrijden is op dit moment Wesley Sneijder, die 134 interlands speelde. De topscorer aller tijden is Robin van Persie met 50 doelpunten in 102 wedstrijden.

## Clubs

### Mondiale resultaten
Feyenoord en Ajax zijn de enige Nederlandse clubs die ooit een mondiale beker hebben gewonnen.
- Intercontinental Cup
  - Ajax (1972 en 1995)
  - Feyenoord (1970)

### Europese resultaten
Vooral in de jaren zeventig deden de Nederlandse clubs goed mee in Europa. Ajax is de club die de meeste Europese prijzen won, gevolgd door Feyenoord en PSV. Hieronder een lijst van prijzen die de Nederlandse clubs hebben verzameld.
- Europacup I/UEFA Champions League
  - Feyenoord (1970)
  - Ajax (1971, 1972, 1973 en 1995)
  - PSV (1988)
- Europacup II
  - Ajax (1987)
- UEFA Cup
  - Feyenoord (1974 en 2002)
  - PSV (1978)
  - Ajax (1992)
- Europese Super Cup
  - Ajax (1972, 1973 en 1995)

### Landelijke resultaten
Hieronder staat in een tabel de historische rangschikking van Nederlandse clubs op basis van behaalde hoofdprijzen in het Nederlands voetbal weergegeven.
| #   | Club (incl. evt 2e / Jong / amateurtak) | Eredivisie (vanaf 1956) | KNVB Beker | Landskampioen (voor 1956) | Supercup / JC-Schaal | Eerste divisie | Tweede divisie | Derde divisie / Topklasse | Eredivisie vrouwen (vanaf 2008) | Algemeen kampioen amateurs (t/m 2016) | Landskampioen vrouwen (voor 2007) | Totaal |
| --- | --------------------------------------- | ----------------------- | ---------- | ------------------------- | -------------------- | -------------- | -------------- | ------------------------- | ------------------------------- | ------------------------------------- | --------------------------------- | ------ |
| 1   | Ajax                                    | 28                      | 20         | 8                         | 9                    | 1              | 0              | 0                         | 3                               | 0                                     | 0                                 | 69     |
| 2   | PSV                                     | 23                      | 11         | 3                         | 14                   | 0              | 0              | 0                         | 0                               | 0                                     | 0                                 | 51     |
| 3   | Feyenoord                               | 11                      | 14         | 5                         | 5                    | 0              | 0              | 0                         | 0                               | 0                                     | 0                                 | 35     |
| 4   | AZ                                      | 2                       | 4          | 0                         | 1                    | 2              | 1              | 0                         | 3                               | 0                                     | 0                                 | 13     |
| 5   | Sparta Rotterdam                        | 1                       | 3          | 5                         | 0                    | 1              | 0              | 0                         | 0                               | 0                                     | 0                                 | 10     |
| 6   | FC Twente                               | 1                       | 3          | 0                         | 2                    | 1              | 0              | 0                         | 10                              | 0                                     | 0                                 | 17     |
| 7   | DWS                                     | 1                       | 0          | 0                         | 0                    | 1              | 0              | 0                         | 0                               | 0                                     | 0                                 | 2      |
| 8   | DOS                                     | 1                       | 0          | 0                         | 0                    | 0              | 0              | 0                         | 0                               | 0                                     | 0                                 | 1      |
| 9   | Quick                                   | 0                       | 4          | 1                         | 0                    | 0              | 0              | 0                         | 0                               | 0                                     | 0                                 | 5      |
| 10  | Koninklijke HFC                         | 0                       | 3          | 3                         | 0                    | 0              | 0              | 0                         | 0                               | 0                                     | 0                                 | 6      |
| 11  | FC Utrecht                              | 0                       | 3          | 0                         | 1                    | 0              | 0              | 0                         | 0                               | 0                                     | 0                                 | 4      |
| 12  | Willem II                               | 0                       | 2          | 3                         | 0                    | 4              | 0              | 0                         | 0                               | 0                                     | 0                                 | 9      |
| 13  | HBS                                     | 0                       | 2          | 3                         | 0                    | 0              | 0              | 0                         | 0                               | 0                                     | 0                                 | 5      |
| 14  | ADO Den Haag                            | 0                       | 2          | 2                         | 0                    | 3              | 0              | 0                         | 1                               | 0                                     | 0                                 | 8      |
| 15  | RCH                                     | 0                       | 2          | 2                         | 0                    | 0              | 0              | 0                         | 0                               | 1                                     | 0                                 | 5      |
| 16  | Haarlem                                 | 0                       | 2          | 1                         | 0                    | 3              | 3              | 0                         | 0                               | 0                                     | 0                                 | 9      |
| 17  | FC Dordrecht                            | 0                       | 2          | 0                         | 0                    | 2              | 1              | 0                         | 0                               | 0                                     | 0                                 | 5      |
| 18  | Roda JC Kerkrade                        | 0                       | 2          | 0                         | 0                    | 1              | 0              | 0                         | 0                               | 0                                     | 0                                 | 3      |
| 19  | FC Wageningen                           | 0                       | 2          | 0                         | 0                    | 0              | 1              | 0                         | 0                               | 0                                     | 0                                 | 3      |
| 20  | Fortuna '54                             | 0                       | 2          | 0                         | 0                    | 0              | 0              | 0                         | 0                               | 0                                     | 0                                 | 2      |
| 20  | VOC                                     | 0                       | 2          | 0                         | 0                    | 0              | 0              | 0                         | 0                               | 0                                     | 0                                 | 2      |
| 22  | HVV                                     | 0                       | 1          | 10                        | 0                    | 0              | 0              | 0                         | 0                               | 0                                     | 0                                 | 11     |
| 23  | RAP                                     | 0                       | 1          | 5                         | 0                    | 0              | 0              | 0                         | 0                               | 0                                     | 0                                 | 6      |
| 24  | Go Ahead Eagles                         | 0                       | 1          | 4                         | 0                    | 0              | 1              | 0                         | 0                               | 0                                     | 0                                 | 6      |
| 25  | NAC Breda                               | 0                       | 1          | 1                         | 0                    | 1              | 0              | 0                         | 0                               | 0                                     | 0                                 | 3      |
|     |                                         |                         |            |                           |                      |                |                |                           |                                 |                                       |                                   |        |
| 26  | FC Eindhoven                            | 0                       | 1          | 1                         | 0                    | 0              | 0              | 0                         | 0                               | 0                                     | 0                                 | 2      |
| 27  | PEC Zwolle                              | 0                       | 1          | 0                         | 1                    | 3              | 0              | 0                         | 0                               | 0                                     | 0                                 | 5      |
| 28  | VVV-Venlo                               | 0                       | 1          | 0                         | 0                    | 3              | 0              | 0                         | 0                               | 0                                     | 0                                 | 4      |
| 29  | Vitesse                                 | 0                       | 1          | 0                         | 0                    | 2              | 1              | 1                         | 0                               | 0                                     | 0                                 | 5      |
| 30  | FC Groningen                            | 0                       | 1          | 0                         | 0                    | 1              | 0              | 0                         | 0                               | 0                                     | 0                                 | 2      |
| 31  | sc Heerenveen                           | 0                       | 1          | 0                         | 0                    | 0              | 1              | 0                         | 0                               | 0                                     | 0                                 | 2      |
| 31  | VSV                                     | 0                       | 1          | 0                         | 0                    | 0              | 1              | 0                         | 0                               | 0                                     | 0                                 | 2      |
| 31  | ZFC                                     | 0                       | 1          | 0                         | 0                    | 0              | 1              | 0                         | 0                               | 0                                     | 0                                 | 2      |
| 34  | CVV                                     | 0                       | 1          | 0                         | 0                    | 0              | 0              | 0                         | 0                               | 0                                     | 0                                 | 1      |
| 34  | DSV Concordia                           | 0                       | 1          | 0                         | 0                    | 0              | 0              | 0                         | 0                               | 0                                     | 0                                 | 1      |
| 34  | Quick Nijmegen                          | 0                       | 1          | 0                         | 0                    | 0              | 0              | 0                         | 0                               | 0                                     | 0                                 | 1      |
| 34  | RFC Roermond                            | 0                       | 1          | 0                         | 0                    | 0              | 0              | 0                         | 0                               | 0                                     | 0                                 | 1      |
| 34  | TSV LONGA                               | 0                       | 1          | 0                         | 0                    | 0              | 0              | 0                         | 0                               | 0                                     | 0                                 | 1      |
| 34  | Velocitas 1897                          | 0                       | 1          | 0                         | 0                    | 0              | 0              | 0                         | 0                               | 0                                     | 0                                 | 1      |
| 34  | Velocitas Breda                         | 0                       | 1          | 0                         | 0                    | 0              | 0              | 0                         | 0                               | 0                                     | 0                                 | 1      |
| 34  | VUC                                     | 0                       | 1          | 0                         | 0                    | 0              | 0              | 0                         | 0                               | 0                                     | 0                                 | 1      |
| 34  | VV Schoten                              | 0                       | 1          | 0                         | 0                    | 0              | 0              | 0                         | 0                               | 0                                     | 0                                 | 1      |
| 43  | Heracles Almelo                         | 0                       | 0          | 2                         | 0                    | 4              | 1              | 0                         | 0                               | 0                                     | 0                                 | 7      |
| 44  | SVV                                     | 0                       | 0          | 1                         | 1                    | 2              | 0              | 0                         | 0                               | 0                                     | 0                                 | 4      |
| 45  | Be Quick 1887                           | 0                       | 0          | 1                         | 0                    | 0              | 1              | 0                         | 0                               | 0                                     | 0                                 | 2      |
| 45  | De Volewijckers                         | 0                       | 0          | 1                         | 0                    | 0              | 1              | 0                         | 0                               | 0                                     | 0                                 | 2      |
| 47  | BVV                                     | 0                       | 0          | 1                         | 0                    | 0              | 0              | 0                         | 0                               | 0                                     | 0                                 | 1      |
| 47  | Concordia                               | 0                       | 0          | 1                         | 0                    | 0              | 0              | 0                         | 0                               | 0                                     | 0                                 | 1      |
| 47  | Limburgia                               | 0                       | 0          | 1                         | 0                    | 0              | 0              | 0                         | 0                               | 0                                     | 0                                 | 1      |
| 47  | Rapid JC                                | 0                       | 0          | 1                         | 0                    | 0              | 0              | 0                         | 0                               | 0                                     | 0                                 | 1      |
| 47  | SC Enschede                             | 0                       | 0          | 1                         | 0                    | 0              | 0              | 0                         | 0                               | 0                                     | 0                                 | 1      |
|     |                                         |                         |            |                           |                      |                |                |                           |                                 |                                       |                                   |        |
| 52  | FC Volendam                             | 0                       | 0          | 0                         | 0                    | 7              | 0              | 1                         | 0                               | 0                                     | 0                                 | 8      |
| 53  | FC Den Bosch                            | 0                       | 0          | 0                         | 0                    | 4              | 1              | 0                         | 0                               | 0                                     | 0                                 | 5      |
| 54  | De Graafschap                           | 0                       | 0          | 0                         | 0                    | 3              | 1              | 0                         | 0                               | 0                                     | 0                                 | 4      |
| 54  | SC Cambuur                              | 0                       | 0          | 0                         | 0                    | 3              | 1              | 0                         | 0                               | 0                                     | 0                                 | 4      |
| 56  | Excelsior Rotterdam                     | 0                       | 0          | 0                         | 0                    | 3              | 0              | 0                         | 0                               | 0                                     | 0                                 | 3      |
| 56  | Sittardia                               | 0                       | 0          | 0                         | 0                    | 3              | 0              | 0                         | 0                               | 0                                     | 0                                 | 3      |
| 58  | N.E.C.                                  | 0                       | 0          | 0                         | 0                    | 2              | 1              | 0                         | 0                               | 0                                     | 0                                 | 3      |
| 59  | RKC Waalwijk                            | 0                       | 0          | 0                         | 0                    | 2              | 0              | 0                         | 0                               | 2                                     | 0                                 | 4      |
| 60  | Blauw-Wit                               | 0                       | 0          | 0                         | 0                    | 2              | 0              | 0                         | 0                               | 0                                     | 1                                 | 3      |
| 60  | Holland Sport                           | 0                       | 0          | 0                         | 0                    | 2              | 0              | 0                         | 0                               | 0                                     | 0                                 | 2      |
| 60  | MVV Maastricht                          | 0                       | 0          | 0                         | 0                    | 2              | 0              | 0                         | 0                               | 0                                     | 0                                 | 2      |
| 63  | Alkmaar '54                             | 0                       | 0          | 0                         | 0                    | 1              | 1              | 0                         | 0                               | 0                                     | 0                                 | 2      |
| 64  | FC Emmen                                | 0                       | 0          | 0                         | 0                    | 1              | 0              | 0                         | 0                               | 0                                     | 0                                 | 1      |
| 64  | Fortuna Sittard                         | 0                       | 0          | 0                         | 0                    | 1              | 0              | 0                         | 0                               | 0                                     | 0                                 | 1      |
| 64  | Fortuna Vlaardingen                     | 0                       | 0          | 0                         | 0                    | 1              | 0              | 0                         | 0                               | 0                                     | 0                                 | 1      |
| 64  | GVAV                                    | 0                       | 0          | 0                         | 0                    | 1              | 0              | 0                         | 0                               | 0                                     | 0                                 | 1      |
| 64  | Helmond Sport                           | 0                       | 0          | 0                         | 0                    | 1              | 0              | 0                         | 0                               | 0                                     | 0                                 | 1      |
| 69  | VV Katwijk                              | 0                       | 0          | 0                         | 0                    | 0              | 3              | 1                         | 0                               | 3                                     | 0                                 | 7      |
| 70  | SV Spakenburg                           | 0                       | 0          | 0                         | 0                    | 0              | 1              | 3                         | 0                               | 2                                     | 0                                 | 6      |
| 71  | AFC                                     | 0                       | 0          | 0                         | 0                    | 0              | 1              | 1                         | 0                               | 0                                     | 0                                 | 2      |
| 72  | Quick Boys                              | 0                       | 0          | 0                         | 0                    | 0              | 1              | 0                         | 0                               | 2                                     | 0                                 | 3      |
| 73  | HFC EDO                                 | 0                       | 0          | 0                         | 0                    | 0              | 1              | 0                         | 0                               | 0                                     | 0                                 | 1      |
| 73  | RBC                                     | 0                       | 0          | 0                         | 0                    | 0              | 1              | 0                         | 0                               | 0                                     | 0                                 | 1      |
| 73  | SC 't Gooi                              | 0                       | 0          | 0                         | 0                    | 0              | 1              | 0                         | 0                               | 0                                     | 0                                 | 1      |
| 73  | Velox                                   | 0                       | 0          | 0                         | 0                    | 0              | 1              | 0                         | 0                               | 0                                     | 0                                 | 1      |
| 73  | VV Leeuwarden                           | 0                       | 0          | 0                         | 0                    | 0              | 1              | 0                         | 0                               | 0                                     | 0                                 | 1      |
|     |                                         |                         |            |                           |                      |                |                |                           |                                 |                                       |                                   |        |
| 78  | IJselmeervogels                         | 0                       | 0          | 0                         | 0                    | 0              | 0              | 3                         | 0                               | 7                                     | 0                                 | 10     |
| 79  | Achilles '29                            | 0                       | 0          | 0                         | 0                    | 0              | 0              | 2                         | 0                               | 1                                     | 0                                 | 3      |
| 79  | FC Lienden                              | 0                       | 0          | 0                         | 0                    | 0              | 0              | 2                         | 0                               | 1                                     | 0                                 | 3      |
| 81  | ACV                                     | 0                       | 0          | 0                         | 0                    | 0              | 0              | 1                         | 0                               | 2                                     | 0                                 | 3      |
| 82  | vv Noordwijk                            | 0                       | 0          | 0                         | 0                    | 0              | 0              | 1                         | 0                               | 2                                     | 0                                 | 3      |
| 83  | FC Lisse                                | 0                       | 0          | 0                         | 0                    | 0              | 0              | 1                         | 0                               | 1                                     | 0                                 | 2      |
| 84  | ADO '20                                 | 0                       | 0          | 0                         | 0                    | 0              | 0              | 1                         | 0                               | 0                                     | 0                                 | 1      |
| 84  | ASV De Dijk                             | 0                       | 0          | 0                         | 0                    | 0              | 0              | 1                         | 0                               | 0                                     | 0                                 | 1      |
| 84  | BVV Barendrecht                         | 0                       | 0          | 0                         | 0                    | 0              | 0              | 1                         | 0                               | 0                                     | 0                                 | 1      |
| 84  | Excelsior Maassluis                     | 0                       | 0          | 0                         | 0                    | 0              | 0              | 1                         | 0                               | 0                                     | 0                                 | 1      |
| 84  | HSV Hoek                                | 0                       | 0          | 0                         | 0                    | 0              | 0              | 1                         | 0                               | 0                                     | 0                                 | 1      |
| 84  | Kozakken Boys                           | 0                       | 0          | 0                         | 0                    | 0              | 0              | 1                         | 0                               | 0                                     | 0                                 | 1      |
| 84  | OFC                                     | 0                       | 0          | 0                         | 0                    | 0              | 0              | 1                         | 0                               | 0                                     | 0                                 | 1      |
| 84  | TOP Oss                                 | 0                       | 0          | 0                         | 0                    | 0              | 0              | 1                         | 0                               | 0                                     | 0                                 | 1      |
| 84  | RKAV Volendam                           | 0                       | 0          | 0                         | 0                    | 0              | 0              | 1                         | 0                               | 0                                     | 0                                 | 1      |
| 93  | VV Geldrop                              | 0                       | 0          | 0                         | 0                    | 0              | 0              | 0                         | 0                               | 3                                     | 0                                 | 3      |
| 94  | De Treffers                             | 0                       | 0          | 0                         | 0                    | 0              | 0              | 0                         | 0                               | 2                                     | 0                                 | 2      |
| 95  | SV Huizen                               | 0                       | 0          | 0                         | 0                    | 0              | 0              | 0                         | 0                               | 2                                     | 0                                 | 2      |
| 96  | VV Baronie                              | 0                       | 0          | 0                         | 0                    | 0              | 0              | 0                         | 0                               | 2                                     | 0                                 | 2      |
| 97  | AGOVV                                   | 0                       | 0          | 0                         | 0                    | 0              | 0              | 0                         | 0                               | 1                                     | 0                                 | 1      |
| 97  | ASWH                                    | 0                       | 0          | 0                         | 0                    | 0              | 0              | 0                         | 0                               | 1                                     | 0                                 | 1      |
| 97  | DOS Kampen                              | 0                       | 0          | 0                         | 0                    | 0              | 0              | 0                         | 0                               | 1                                     | 0                                 | 1      |
| 97  | HSC '21                                 | 0                       | 0          | 0                         | 0                    | 0              | 0              | 0                         | 0                               | 1                                     | 0                                 | 1      |
| 97  | Rohda Raalte                            | 0                       | 0          | 0                         | 0                    | 0              | 0              | 0                         | 0                               | 1                                     | 0                                 | 1      |
| 97  | Sparta '25                              | 0                       | 0          | 0                         | 0                    | 0              | 0              | 0                         | 0                               | 1                                     | 0                                 | 1      |
| 97  | SV Argon                                | 0                       | 0          | 0                         | 0                    | 0              | 0              | 0                         | 0                               | 1                                     | 0                                 | 1      |
| 97  | SVV Scheveningen                        | 0                       | 0          | 0                         | 0                    | 0              | 0              | 0                         | 0                               | 1                                     | 0                                 | 1      |
| 97  | VV Spijkenisse                          | 0                       | 0          | 0                         | 0                    | 0              | 0              | 0                         | 0                               | 1                                     | 0                                 | 1      |
| 97  | VV SWZ                                  | 0                       | 0          | 0                         | 0                    | 0              | 0              | 0                         | 0                               | 1                                     | 0                                 | 1      |
| 97  | VVOG                                    | 0                       | 0          | 0                         | 0                    | 0              | 0              | 0                         | 0                               | 1                                     | 0                                 | 1      |
| 97  | WKE                                     | 0                       | 0          | 0                         | 0                    | 0              | 0              | 0                         | 0                               | 1                                     | 0                                 | 1      |
| 97  | Zwart-Wit '28                           | 0                       | 0          | 0                         | 0                    | 0              | 0              | 0                         | 0                               | 1                                     | 0                                 | 1      |
|     |                                         |                         |            |                           |                      |                |                |                           |                                 |                                       |                                   |        |
| 110 | SV Saestum                              | 0                       | 0          | 0                         | 0                    | 0              | 0              | 0                         | 0                               | 0                                     | 8                                 | 8      |
| 111 | DVC Den Dungen                          | 0                       | 0          | 0                         | 0                    | 0              | 0              | 0                         | 0                               | 0                                     | 5                                 | 5      |
| 112 | SV Braakhuizen                          | 0                       | 0          | 0                         | 0                    | 0              | 0              | 0                         | 0                               | 0                                     | 4                                 | 4      |
| 112 | Ter Leede                               | 0                       | 0          | 0                         | 0                    | 0              | 0              | 0                         | 0                               | 0                                     | 4                                 | 4      |
| 114 | KFC '71                                 | 0                       | 0          | 0                         | 0                    | 0              | 0              | 0                         | 0                               | 0                                     | 2                                 | 2      |
| 114 | RKTVC                                   | 0                       | 0          | 0                         | 0                    | 0              | 0              | 0                         | 0                               | 0                                     | 2                                 | 2      |
| 116 | Puck Deventer                           | 0                       | 0          | 0                         | 0                    | 0              | 0              | 0                         | 0                               | 0                                     | 1                                 | 1      |
| 116 | SC St. Hubert                           | 0                       | 0          | 0                         | 0                    | 0              | 0              | 0                         | 0                               | 0                                     | 1                                 | 1      |
| 116 | SV Alkmania                             | 0                       | 0          | 0                         | 0                    | 0              | 0              | 0                         | 0                               | 0                                     | 1                                 | 1      |
| 116 | SV Osdorp                               | 0                       | 0          | 0                         | 0                    | 0              | 0              | 0                         | 0                               | 0                                     | 1                                 | 1      |
| 116 | UD Weerselo                             | 0                       | 0          | 0                         | 0                    | 0              | 0              | 0                         | 0                               | 0                                     | 1                                 | 1      |
| 116 | VV Groote Lindt                         | 0                       | 0          | 0                         | 0                    | 0              | 0              | 0                         | 0                               | 0                                     | 1                                 | 1      |
| 116 | VV Rijsoord                             | 0                       | 0          | 0                         | 0                    | 0              | 0              | 0                         | 0                               | 0                                     | 1                                 | 1      |
| 116 | VV Reutum                               | 0                       | 0          | 0                         | 0                    | 0              | 0              | 0                         | 0                               | 0                                     | 1                                 | 1      |

Bijgewerkt t/m het seizoen 2024/25

NB: De Eerstedivisieclubs Telstar (1963) en Almere City FC (2005) hebben geen notering in deze lijst doordat zij nimmer een van bovenstaande prijzen behaald hebben. Tussen haakjes staat het jaartal waarin deze clubs tot het betaald voetbal zijn toegetreden.

## Ongeoorloofde staatssteun aan voetbalclubs
In de afgelopen jaren zijn diverse Nederlandse eerste- en eredivisieclubs in financiële problemen geraakt, o.m. door de hoge transfersommen en salarissen van topspelers en door de lasten van grote investeringen in onroerend goed (stadions). In een aantal gevallen zijn gemeenten deze clubs te hulp geschoten. Volgens Europese regelgeving kan het verlenen van overheidssteun aan zgn. betaald voetbalorganisaties (bvo’s) ongeoorloofd zijn. Op 6 maart 2013 heeft de Europese Commissie aangekondigd bij vijf Nederlandse gemeenten onderzoek te doen naar mogelijke gevallen van ongeoorloofde staatssteun. Het gaat om Eindhoven (PSV, 2011, 48,4 miljoen euro), Nijmegen (NEC, 2010, € 2,2 miljoen ), Tilburg (Willem II, 2009-2010, € 2,4 miljoen), Maastricht (MVV, 2010-2011, € 3,55 miljoen) en Den Bosch (FC Den Bosch, 2011, € 3,05 miljoen). Zo kocht de gemeente Eindhoven de grond onder o.m. het Philips Stadion voor 48,4 miljoen euro en PSV pacht de grond nu terug. De gemeente Tilburg heeft met terugwerkende kracht de huur van het stadion verlaagd en liep daardoor 2,4 miljoen euro mis die nu door de belastingbetaler moet worden opgebracht. De Commissie is vooralsnog van mening dat er in deze vijf gevallen sprake is geweest van staatssteun en opende daartoe de zogenaamde formele onderzoeksprocedure. Onderzocht zal worden of er wel/niet sprake is geweest van staatssteun, en zo ja, of en onder welke voorwaarden die steun alsnog kan worden goedgekeurd. Als de steun niet wordt goedgekeurd kan de Commissie overgaan tot een terugvorderingsbesluit. De gemeente Eindhoven heeft besloten om de uitslag van het onderzoek niet af te wachten en tegen het besluit van de Commissie beroep in te stellen bij het Europees Hof van Justitie. De overige vier gemeenten zien de uitkomst van het onderzoek ‘met vertrouwen tegemoet’.

## Opzet voetbalsysteem

### Mannen
Bij de mannen heeft de veldvoetbalcompetitie voor de eerste elftallen sinds het seizoen 2016/17 de huidige vorm. In dat seizoen werd de Tweede divisie (her)ingevoerd als overgang tussen het betaald voetbal en het amateurvoetbal. Momenteel is er echter  geen promotie-/degradatieregeling voor eerste elftallen tussen de Eerste en Tweede divisie.
In het seizoen 2024/25 is de veldvoetbalcompetitie voor eerste elftallen als volgt opgezet.
| Voetbalsysteem             |        |                |               |               |                   |         |         |
|                            | Niveau | Klasse         | # Competities | # Competities | # Teams per comp. | # Teams | # Teams |
| Zaterdag                   | Niveau | Klasse         | Zondag        | Zaterdag      | # Teams per comp. | Zondag  |         |
| Betaald voetbal            | 1      | Eredivisie     | 1             | 1             | 18                | 18      | 18      |
| Betaald voetbal            | 2      | Eerste divisie | 1             | 1             | 20                | 20      | 20      |
| Amateurvoetbal (landelijk) | 3      | Tweede divisie | 1             | 1             | 18                | 18      | 18      |
| Amateurvoetbal (landelijk) | 4      | Derde divisie  | 2             | 2             | 18                | 36      | 36      |
| Amateurvoetbal (landelijk) | 5      | Vierde divisie | 4             | 4             | 16                | 64      | 64      |
| Amateurvoetbal (district)  | 6      | 1e klasse      | 8             | 8             | 13-14             | 109     | 109     |
| Amateurvoetbal (district)  | 7      | 2e klasse      | 10            | 8             | 13-14             | 134     | 109     |
| Amateurvoetbal (district)  | 8      | 3e klasse      | 18            | 16            | 12-14             | 249     | 204     |
| Amateurvoetbal (district)  | 9      | 4e klasse      | 26            | 24            | 11-14             | 338     | 294     |
| Amateurvoetbal (district)  | 10     | 5e klasse      | 26            | 27            | 10-14             | 330     | 307     |
| Totaal                     | Totaal | Totaal         | 80            | 75            |                   | 1051    | 914     |
| Totaal                     | Totaal | Totaal         | 172           | 172           |                   | 2230    | 2230    |

### Beloften
De belofte-elftallen komen uit in de Onder 21 competitie. Deze staat (niet officieel) gelijkgeschakeld met de Derde divisie. Er is daarom promotie mogelijk vanuit de O21-competitie naar de Tweede divisie. Niet alleen profclubs doen mee aan de O21-competitie, maar ook amateurclubs met een goede jeugdopleiding. Er zijn vier divisies: De eerste drie divisies tellen acht clubs, terwijl divisie 4 zestien clubs telt. De volgende clubs in het seizoen 2023/24 doen mee aan de O21-competitie:
| Divisie 1          | Divisie 2     | Divisie 3            | Divisie 4         |
| ------------------ | ------------- | -------------------- | ----------------- |
| ADO Den Haag       | FC Dordrecht  | FC Den Bosch         | AFC*              |
| De Graafschap      | FC Emmen      | Excelsior Maassluis* | Alexandria '66*   |
| FC Groningen       | NAC Breda     | FC Eindhoven         | Alphense Boys*    |
| FC Twente/Heracles | N.E.C.        | Fortuna Sittard      | ASV De Dijk*      |
| FC Volendam        | PEC Zwolle    | Koninklijke HFC*     | AVV Zeeburgia*    |
| Feyenoord          | sc Heerenveen | Roda JC Kerkrade     | Be Quick 1887*    |
| Go Ahead Eagles    | Vitesse       | Telstar              | De Treffers*      |
| SC Cambuur         | VVV-Venlo     | Willem II            | Excelsior         |
|                    |               |                      | HVV Hollandia*    |
|                    |               |                      | IJsselmeervogels* |
|                    |               |                      | MVV Maastricht    |
|                    |               |                      | Quick Boys*       |
|                    |               |                      | Spartaan'20*      |
|                    |               |                      | SV Argon*         |
|                    |               |                      | USV Hercules*     |
|                    |               |                      | RKVV Westlandia*  |

* Amateurclub

### Vrouwen
Bij de vrouwen is de veldvoetbalcompetitie voor de eerste elftallen van een club in het seizoen 2023/24 als volgt opgezet, waarbij het aantal clubs overeenkomt met de opgave van de KNVB voor aanvang van het seizoen:
| Voetbalsysteem   |                 |                 |                    |                    |                        |                     |                     |
|                  | Niveau          | Klasse          | Aantal competities | Aantal competities | Aantal clubs per comp. | Totaal aantal clubs | Totaal aantal clubs |
| Zaterdag         | Niveau          | Klasse          | Zondag             | Zaterdag           | Aantal clubs per comp. | Zondag              |                     |
| Betaald voetbal  | 1               | Eredivisie      | 1                  | 1                  | 12                     | 12                  | 12                  |
| Amateur- voetbal | 2               | Topklasse       | 1                  | 1                  | 12                     | 12                  | 12                  |
| Amateur- voetbal | 3               | Hoofdklasse     | 1                  | 1                  | 12                     | 12                  | 12                  |
| Amateur- voetbal | 4               | 1e klasse       | 2                  | 2                  | 12                     | 24                  | 24                  |
| Amateur- voetbal | 5               | 2e klasse       | 4                  | 4                  | 12                     | 48                  | 48                  |
| Amateur- voetbal | 6               | 3e klasse       | 8                  | 6                  | 11-14                  | max 112             | max 84              |
| Amateur- voetbal | Totaal amateurs | Totaal amateurs | 15                 | 13                 |                        | max 196             | max 168             |
| Totaal           | Totaal          | Totaal          | 30                 | 30                 |                        | max 388             | max 388             |

## Bekende spelers
Nederland heeft een aantal voetballegendes voortgebracht. Hieronder wordt een aantal van de bekendsten beschreven.

### Abe Lenstra

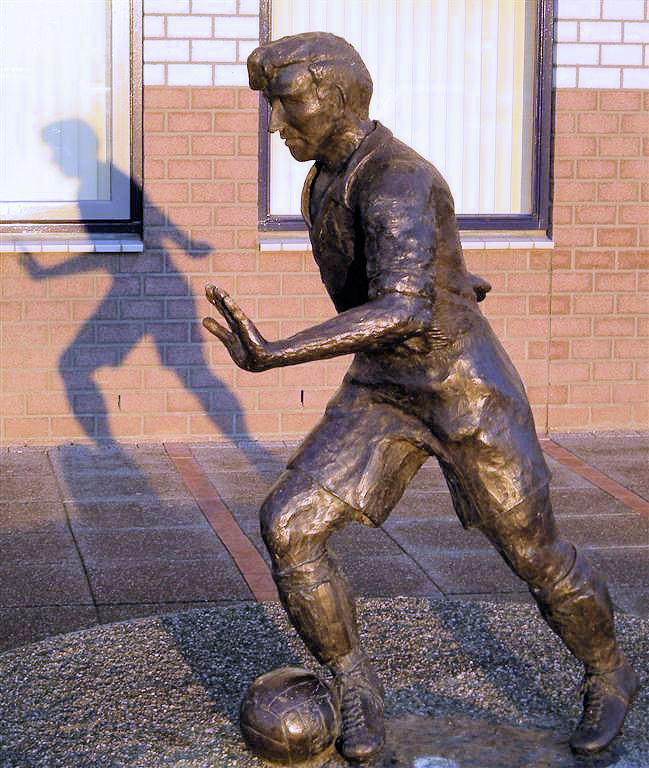
Standbeeld van Abe Lenstra bij het Abe Lenstra Stadion

Abe Lenstra (27 november 1920 – 2 september 1985) was een van de eerste legendarische spelers uit Nederland. Al op veertienjarige leeftijd debuteerde hij in het eerste elftal van sc Heerenveen. Dankzij de Fries groeide Heerenveen uit tot een van de topclubs van het noorden. Lenstra bezorgde zijn club negen achtereenvolgende districtstitels (de eerste in 1941/42). In totaal speelde hij negentien seizoenen bij Heerenveen, terwijl hij in het buitenland veel geld kon verdienen bij Fiorentina, Nice, Girondins de Bordeaux, Toulouse en Nîmes Olympique.

### Faas Wilkes
Faas Wilkes (13 oktober 1923 – 15 augustus 2006) speelde aanvankelijk bij HION, maar nadat deze club haar jeugdopleiding ophief werd hij lid van Xerxes. Hij debuteerde op zijn zeventiende in het eerste elftal en vijf jaar later debuteerde hij ook in Oranje.
Wilkes wordt gezien als een van de beste en sierlijkste Nederlandse voetballers aller tijden en als tweebenige dribbelkoning was hij vooral bekend om zijn lange rushes en als raspingelaar. Voor Johan Cruijff was Faas Wilkes het grote voorbeeld. Daarom nodigde deze Wilkes in 1999 uit voor de wedstrijd van het "Oranje van de eeuw."
De stad Rotterdam heeft hem in 1983 de Wolfert van Borselenpenning toegekend. Faas Wilkes overleed op 82-jarige leeftijd in zijn woonplaats Rotterdam aan de gevolgen van een hartstilstand. Cor van der Hart, die bij Fortuna '54 en het Nederlands elftal met Wilkes samenspeelde, zei een goede vriend verloren te hebben: "Faas was altijd vrolijk, echt een fijn mens." KNVB-directeur Henk Kesler roemde hem als een monument: "Hij heeft ons land op de internationale voetbalkaart gezet."

### Johan Cruijff
Johan Cruijff (25 april 1947 – 24 maart 2016) wordt gezien als de beste Nederlandse voetballer aller tijden. Hij werd zelfs verkozen tot Europees voetballer van de Eeuw. Hij behaalde successen met Ajax, Barcelona en Feyenoord. Hij stond met het Nederlands elftal in de verloren finale van het WK 1974 tegen West-Duitsland (2-1).
Na zijn carrière als voetballer won Cruijff ook nog een aantal prijzen als trainer van Ajax en Barcelona.

### Willem van Hanegem
Willem van Hanegem (20 februari 1944) wordt samen met Johan Cruijff als een van de beste voetballers van Nederland beschouwd. In 1972 was hij de eerste speler die een gele kaart ontving.
Als speler was hij vooral bekend van zijn periode bij Feyenoord, waar hij veel successen meemaakte. Hij speelde ook de WK-finale van 1974 en eindigde als derde op het EK van 1976.

### Marco van Basten
Marco van Basten (31 oktober 1964) werd beroemd bij Ajax en later bij AC Milan. Voor de Italianen maakte hij maar liefst 218 doelpunten in 280 wedstrijden. Hij maakte een aantal bijzondere goals, waaronder een volley uit een nagenoeg onmogelijke hoek in de finale van het EK 1988, waarmee hij Oranje de Europese titel bezorgde. Hij moest zijn carrière als voetballer beëindigen vanwege een blessure.

## Media
Over voetbal wordt veel gezegd en geschreven. Er staat elke dag wel iets over voetbal in de krant en na een dag waarop er wedstrijden in de Eredivisie zijn geweest staan er meerdere pagina's vol met voetbal.
Voetbal op televisie is ook behoorlijk populair. Zo worden de praatprogramma's Vandaag Inside en NOS Studio Voetbal goed bekeken en kijken ook veel mensen naar de interlands van Oranje en de samenvattingen van de Eredivisie. De uitzendrechten van het Nederlands elftal zijn in handen van de NOS, die ook de EK's en WK's uitzenden. Op de betaalzender ESPN worden alle wedstrijden van de Eredivisie rechtstreeks uitgezonden en dit wordt aangevuld met Keuken Kampioen Divisie-, KNVB Beker- en Vrouwen Eredivisiewedstrijden. De samenvattingen in de hoogste divisie worden uitgezonden bij NOS Studio Sport na iedere speeldag. Ziggo Sport zendt wedstrijden van de Europese clubcompetities uit; de UEFA Champions League, UEFA Europa League en UEFA Conference League. De wedstrijden van Nederlandse clubs zijn voor iedereen (online) te zien, voor de overige wedstrijden is een abonnement nodig. Daarnaast zijn via Viaplay en Ziggo Sport nog een aantal buitenlandse competities te volgen.
Aan sommige KNVB Beker-, Eredivisie- en Europese wedstrijden wordt via de radio rechtstreeks aandacht besteed door de NOS in het sportprogramma NOS Langs de Lijn.
Verder verschijnen er in Nederland een aantal tijdschriften over voetbal. Wekelijks verschijnt het populaire blad Voetbal International met onder andere recent nieuws en analyses van de wedstrijden die in de betreffende week gespeeld zijn. Andere bekende voetbaltijdschrift is ELF Voetbal die maandelijks verschijnt. Ook het tijdschrift Sportweek verscheen wekelijks. Dit blad ging eigenlijk over meerdere sporten, maar het grootste gedeelte wordt gevuld met voetbal. Voetbal Magazine verscheen elke maand en had meer interviews en minder recente dingen.
Ook op internet is voetbal rijk vertegenwoordigd. Er zijn websites met het laatste nieuws, maar ook sites om uitslagen te voorspellen. Daarnaast zijn er fansites die meestal over één club of speler gaan.

## Zaalvoetbal
Voetbal wordt ook in de zaal gespeeld. De officiële naam van deze sport is Futsal, afgeleid van de Spaande woorden futbol (voetbal) en sala (zaal). Futsal wordt gespeeld met een plofbal, een bal die bijna niet stuitert. Er wordt gedurende twee keer 25 minuten vijf tegen vijf gespeeld. De sport kent eigen regels en de afmetingen van het speelveld zijn hetzelfde als bij handbal: 40 bij 20 meter.
Vanaf 1968 is zaalvoetbal onderdeel van de KNVB. Op 22 april 1977 speelde Nederland zijn eerste interland tegen België (7-3 verlies). Het eerste Wereldkampioenschap zaalvoetbal werd in 1988 gehouden in Nederland. Nederland haalde de finale in eigen land, maar verloor daarin van Brazilië, dat ook de WK's van 1992 (in Hongkong) en 1996 (in Spanje) wist te winnen.

## Vrouwenvoetbal

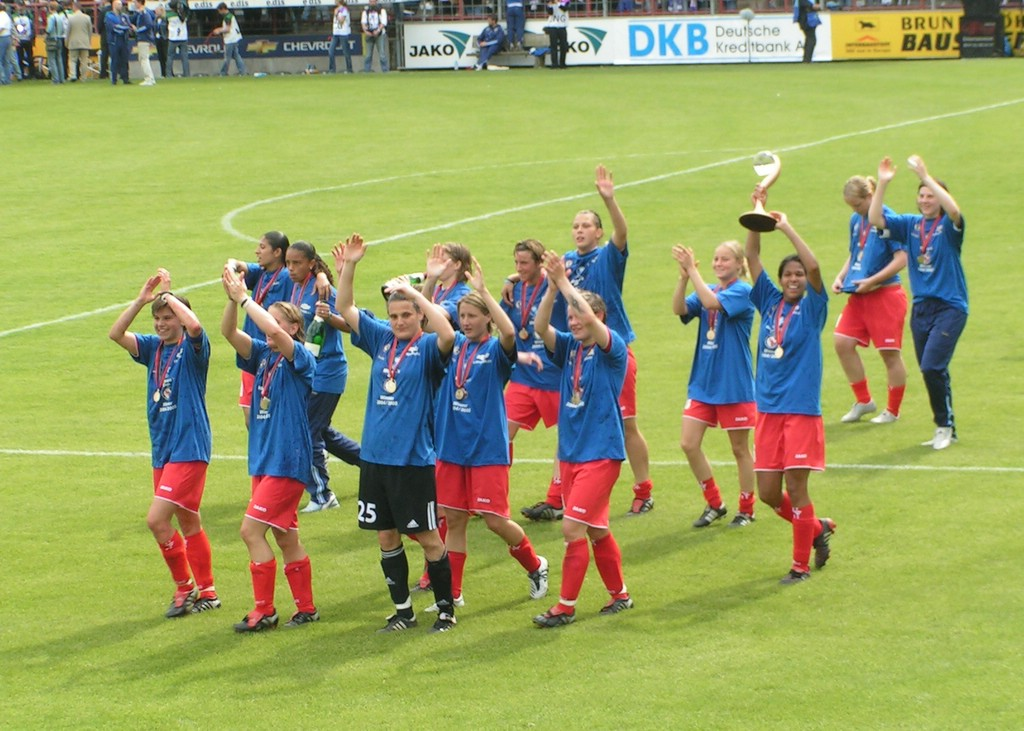
UEFA Women's Cup Finale 2005 in Potsdam.

Het vrouwenvoetbal is veel minder populair dan mannenvoetbal, maar sinds het seizoen 2007/08 is er in Nederland een Eredivisie voor vrouwen ontstaan. Aan de eerste editie van deze nieuwe competitie namen slechts zes ploegen deel: AZ, FC Twente, SC Heerenveen, FC Utrecht, Willem II en ADO Den Haag. In 2012 is deze profcompetitie samengevoegd met de Belgische competitie. Na 3 seizoenen, dus vanaf 2015 zijn deze competities terug gesplitst.
De eerste transfer in Nederland sinds de invoering van het professioneel vrouwenvoetbal waarmee een transferbedrag gemoeid is, vond eind 2013 plaats. Sherida Spitse tekende bij het Noorse Lillestrøm voor circa 25 duizend Euro.

## Publicaties
- Jan Luiten: Vivat! Vivat Noorthey! Een cultuurhistorische analyse van de introductie van cricket, voetbal en lawntennis in Nederland en de rol daarbij van jongenskostschool Noorthey en haar alumni, 1820-1886. Emst, Sportliteratuur Uitgeverij, 2020. ISBN 9789460210525